# Rudgea sanblasensis
Rudgea sanblasensis är en måreväxtart som beskrevs av Charlotte M. Taylor. Rudgea sanblasensis ingår i släktet Rudgea och familjen måreväxter. Inga underarter finns listade i Catalogue of Life.